# Telmatobius carrillae
Telmatobius carrillae е вид земноводно от семейство Leptodactylidae. Видът е световно застрашен, със статут Уязвим.

## Разпространение
Разпространен е в Перу.